# Armorial des familles de Touraine
L'Armorial des familles de Touraine rassemble les armoiries, sous forme de figures et de blasonnements, ainsi que les devises des familles nobles et notables ayant eu une présence significative en Touraine sous l'Ancien Régime.

## Liste des familles
- Haut – A
- B
- C
- D
- E
- F
- G
- H
- I
- J
- K
- L
- M
- N
- O
- P
- Q
- R
- S
- T
- U
- V
- W
- X
- Y
- Z

### A
| Blason | Nom de la famille, blasonnement et devise                      |
| ------ | -------------------------------------------------------------- |
|        | Famille d'Amboise, marquis d'Amboise Palé d'or et de gueules., |

### B
| Blason       | Nom de la famille, blasonnement et devise |
| ------------ | --- |
|              | Famille Babou Écartelé : aux 1 et 4 d'argent, au bras de gueules sortant d'un nuage d'azur, tenant une poignée de vesces en rameau, de trois pièces, de sinople ; aux 2 et 3 de sinople, au pal d'argent, parti de gueules au pal d'argent.                                                                                         |
|              | Famille Barjot, marquis de Roncée D'azur au griffon d'or, accompagné d'une étoile du même en chef dextre., |
|              | Famille de Beauvilliers, comtes de Montrésor Fascé d'argent et de sinople, les fasces d'argent chargées de six merlettes de gueules, 3, 2, 1. - Devise : « Il vigore tutto nel cuore » |
|              | Famille Benoist de La Grandière D'azur, à la cloche d'argent, [accostée] de deux étoiles de même ; au chef de gueules chargé de trois tours crénelées et ajourées d'argent. - Devise : « Vir amator civitatis » |
|              | Famille Binet, barons d'Andigny De gueules, au chef d'or chargé de trois croix recroisetées, au pied fiché d'azur. - Devise : « Ille vicit » |
|              | Famille Bohier, Sgrs de Chenonceau D'or, au lion d'azur ; au chef de gueules. - Devise : « S'il vient à point, m'en souviendrai » |
|              | Famille Bonnin de La Bonninière de Beaumont alias Bonin, marquis de Beaumont-la-Ronce D'argent, à la fleur de lys de gueules., - Devise : « Virtute comite sanguine » |
|              | Famille Briçonnet D'azur, à la bande componée d'or et de gueules de cinq pièces, chargée sur le premier compon de gueules d'une étoile d'or, accompagnée d'une autre étoile de même en chef. Alias d'azur à la bande componée d'or et de gueules. Alias accompagnée d'une étoile d'or en chef et d'un croissant d'argent en pointe. |
| Blason Bueil | Famille de Bueil, barons de Châteaux et de Saint-Christophe D'azur, au croissant d'argent, accompagné de six croix recroisetées, au pied fiché d'or. |

### C
| Blason | Nom de la famille, blasonnement et devise                                                               |
| ------ | --- |
|        | Famille Cassin de La Noue D'azur, à trois bandes d'or.                                                  |
|        | Famille de Champchevrier D'or, à l'aigle à deux têtes de gueules. - Cri de guerre : « Champchévrier ! » |

### E
| Blason | Nom de la famille, blasonnement et devise            |
| ------ | ---------------------------------------------------- |
|        | Famille d'Eschelles Échiqueté [d'or et de gueules]., |

### F
| Blason | Nom de la famille, blasonnement et devise                              |
| ------ | ---------------------------------------------------------------------- |
|        | Famille de Fontaine D'or, à trois écussons de vair, bordés de gueules. |

### I
| Blason | Nom de la famille, blasonnement et devise              |
| ------ | ------------------------------------------------------ |
|        | Famille Isoré ou Ysoré D'argent, à deux fasces d'azur. |

### L
| Blason | Nom de la famille, blasonnement et devise |
| ------ | --- |
|        | Famille Lambron de Lignim et de La Mésangerie D'azur au chevron d'or, accompagné de trois étoiles d'argent., - Devise : « Tenax in sua fide », |
|        | Famille de Lossendière ou Lossandière D'azur à l'arbre d'or sur une terrasse du même.                                                          |

### M
| Blason | Nom de la famille, blasonnement et devise                                                                                           |
| ------ | --- |
|        | Famille de Maillé, vicomtes de Tours, barons de Maillé D'or, à trois fasces nébulées de gueules., - Devise : « Stetit unda fluens » |
|        | Famille de Menou, barons d'Andigny De gueules, à une bande d'or.                                                                    |

### O
| Blason | Nom de la famille, blasonnement et devise                                                                          |
| ------ | --- |
|        | Famille Odart, marquis de Rilly, barons de Curzay D'or, à la croix de gueules, chargée de cinq coquilles d'argent. |

### P
| Blason          | Nom de la famille, blasonnement et devise |
| --------------- | --- |
|                 | Famille du Plessis, ducs de Richelieu D'argent, à trois chevrons de gueules.                                                                                             |
|                 | Famille de Préaulx ou Préaux, comtes et marquis de Préaux De gueules, au lion d'argent, armé, lampassé et couronné d'or ; au chef d'argent chargé d'une vivre de sable.  |
| Blason Preuilly | Maison de Preuilly, barons de Preuilly D'or à trois (alias : six, alias : seize) aigles d'azur. Alias d'argent, au chef de gueules, au lion d'azur brochant sur le tout. |

### Q
| Blason | Nom de la famille, blasonnement et devise                                                                              |
| ------ | --- |
|        | Famille de Quinemont, marquis de Quinemont D'azur au chevron d'argent accompagné de trois fleurs de lys nourries d'or. |

### R
| Blason              | Nom de la famille, blasonnement et devise                                                                     |
| ------------------- | --- |
| Blason Famille Ruzé | Famille Ruzé De gueules au chevron ondé d'argent et d'azur de six pièces, accompagné de trois lionceaux d'or. |

### S
| Blason | Nom de la famille, blasonnement et devise                                 |
| ------ | ------------------------------------------------------------------------- |
|        | Famille de Sainte-Maure olim de Pressigny D'argent à la fasce de gueules. |
|        | Famille Savary de Lancosme Écartelé d'argent et de sable.                 |

### T
| Blason | Nom de la famille, blasonnement et devise       |
| ------ | ----------------------------------------------- |
|        | Famille de Thais D'argent à deux fasces d'azur. |

- Haut – A
- B
- C
- D
- E
- F
- G
- H
- I
- J
- K
- L
- M
- N
- O
- P
- Q
- R
- S
- T
- U
- V
- W
- X
- Y
- Z